# کویچی دوموتو
کویچی دوموتو (ژاپنی: 堂本 光一؛ انگلیسی: Koichi Domoto؛ زادهٔ ۱ ژانویهٔ ۱۹۷۹) یک موسیقی‌دان اهل ژاپن است. وی از سال ۱۹۹۲ میلادی تاکنون مشغول فعالیت بوده‌است.